# Ronda Preliminar para la Eurocopa de fútbol sala de 2007
La Ronda Preliminar para el Campeonato Europeo de Fútbol Sala de la UEFA de 2007 tuvo lugar entre el 18 y el 21 de enero de 2007. Los países anfitriones fueron Finlandia, Malta y Rumanía.

## Equipos participantes
Fue la segunda edición de este campeonato europeo regulado de los equipos nacionales de fútbol sala.

Inicialmente de los 36 equipos miembros de la UEFA inscritos se seleccionó aquellos 12 de menor nivel (según el criterio UEFA) para disputar una Ronda Preliminar con 3 grupos de 4 equipos y de ellos los vencedores de cada grupo y los 2 mejores segundos clasificados pasaron a jugar la Ronda de Clasificación. Estos 5 equipos junto con los 23 restantes competirían en la Ronda de Clasificación.

La selección de Portugal como representante del país anfitrión quedó clasificada directamente para la Fase final.

Los países participantes en la Ronda Preliminar fueron:
| Albania | Armenia | Bulgaria | Chipre | Finlandia | Georgia |  |
| 1 Ideal Lekiqi 2 Ani Mullaj 3 Sokol Male 4 Gentian Begaj 5 Enrit Samarxhiu 7 Gerdi Spahiu 8 Armand Çela 10 Erind Resuli 12 Herald Beqiri 13 Arjan Nikolli 14 Senad Mashi 17 Mario Kalus 19 Artan Qopekaj 20 Artan Djala Ent. Edi Martinaj | 1 Artak Poghosyan 2 Artur Karapetyan 3 Tigran Petrosyan 4 Vladimir Mkhitaryan 5 Romik Simonyan 6 Zohrab Niazyan 7 Arman Sahakyan 8 Grigor Kapukranyan 9 Saro Mardanyan 10 Armen Gyulambaryan 11 Armen Sanamyan 12 Artak Harutyunyan 13 Ernest Akopov 14 Ruben Yerznkyan Ent. Ruben Nazaretyan | 1 Milen Marinov 2 Viktor Viktorov 3 Boycho Marev 4 Boris Trendafilov 5 Boyko Kosev 6 Vladimir Petrov 7 Venelin Mladenov 8 Tsvetan Hristov 9 Ivaylo Dimitrov 10 Daniel Kalchev 11 Kalin Ganchev 12 Ismet Hadjiev 13 Borislav Shishmanov Ent. Angel Stankov | 1 Christakis Antoniou 2 Marios Aggelides 3 Constantinos Christodoulou 5 Charalambos Demetriou 6 Igor Dassaev 7 Giorgos Georgiou 8 Chrysostomos Chrysostomou 9 Chrysanthos Zampas 10 Manolis Manoli 11 Costas Poliviou 12 Anastasios Skampylis 13 Iakovos Papadopoulos 14 Lambros Vassiliou Ent. Petros Konstantinou | 1 Juha Ojanperä 2 Panu Autio 3 Ville Sihvonen 4 Teemu Terho 5 Juha-Pekka Torvinen 6 Jaakko Laitinen 7 Jan Modig 8 Jukka Lottonen 9 Joonas Laurikainen 10 Jarkko Reinikka 11 Risto Salmi 12 Marko Laaksonen 13 Jarno Auvinen 14 Sebastien Björkstrand Ent. Jouni Pihlaja | 1 Levan Zakaidze 2 Avtandil Asatiani 3 Aleksandr Dzabiradze 4 Nikoloz Chaladze 5 Lasha Tsnobiladze 6 George Totlaze 7 George Altunashvili 8 Vakhtang Tsereteli 9 Archil Bokenia 10 Aleksandr Sarkisian 12 Alexander Jamburia 13 Giorgi Surmava 14 Irakli Shelegia 15 Revaz Devdariani Ent. David Sologashvili |  |

| Inglaterra | Kazajistán | Letonia | Malta | Rumanía | Turquía |  |
| 1 Graham Smith 2 Marc Canham 3 Alex Sykes 4 Jon Adams 5 James Elford 6 James Husband 7 Ben Watson 8 Michael Skubala 9 Stephen Harrison 10 Alex Haddow 11 Glen Harris 12 Daren Budd 13 John Robinson 14 Richard Follett Ent. Graeme Dell | 1 Vitaliy Khayavin 3 Aleksandr Terentyev 4 Erlan Ershanov 5 Andrei Reshetnikov 6 Dinmukhambet Suleimenov 7 Yuriy Butrin 8 Denis Samohvalov 9 Dulat Abdrakhmanov 10 Alibek Karimov 11 Aleksandr Bondarev 12 Konstantin Peremyshlin 13 Maksim Batov 14 Stanislav Kosin 15 Taras Shpichka Ent. Boris Glushkov | 1 Aigars Bondars 2 Aleksandrs Glazovs 3 Andrejs Aleksejevs 4 Igors Lapkovskis 5 Mihails Lisjakovs 7 Antons Bakanins 8 Nikolajs Kocerigins 9 Aleksandrs Zukovs 10 Vitalijs Makejevs 11 Sergejs Vasiljevs 12 Dmitrijs Dobrovolskis 13 Artems Kolesnikovs 14 Påvels Tarasenko 15 Dmitrijs Zabarovskis Ent. Arturs Sketovs | 1 Bjorn Vassallo 3 Mark Ellul Sullivan 4 Noel Bray 5 Nicholas Bilocca 6 Paul Bugeja 7 Tyron Borg 8 Robert Magro 9 Roderick Caruana 10 Jeanbert Gatt 11 John Cutajar 12 Benny Gialanze 13 Michael Portelli Ent. Michal Stríž | 1 László Klein 2 Ioan Tiberiu Magurean 3 Loband Szöcs 4 Cosmin Gherman 5 Gabriel Dobre 6 Gabriel Molomfalean 7 Robert Lupu 8 Sorin Chivu 9 Csoma Alpar 10 Dumitru Mimi Stoica 11 Robert Florin Matei 12 Catalin Rizan 14 Lászlo Szöcs Ent. Zoltán Jakab | 1 Hüseyin Yildiz 2 Yener Kilic 3 Bülent Demirbag 4 Enis Genc 5 Murat Düzgün 6 Yasin Erdal 7 Ilhami Kodalci 8 Aziz Saglam 9 Cihan Özkan 10 Eser Erdagli 11 Kemal Eryigit 12 Gökhan Karaöz 13 Abdullan Icel 14 Hakan Tan Ent. Ömer Kaner |  |

## Organización

### Sedes
El torneo se disputó en las ciudades de:
| Grupo | País      | Ciudad | Pabellón            | Capacidad |
| A     | Finlandia | Vantaa | Energia Areena      |           |
| B     | Rumanía   | Deva   | Sports Hall         |           |
| C     | Malta     | Paola  | Hibernians Pavillon |           |

## Resultados
(Entre el 18 y el 21 de enero de 2007)

### Grupo A
| Equipo    | Pts | PJ | PG | PE | PP | GF | GC | Dif |
| --------- | --- | -- | -- | -- | -- | -- | -- | --- |
| Turquía   | 7   | 3  | 2  | 1  | 0  | 16 | 10 | 6   |
| Finlandia | 7   | 3  | 2  | 1  | 0  | 15 | 10 | 5   |
| Armenia   | 3   | 3  | 1  | 0  | 2  | 10 | 13 | -3  |
| Albania   | 0   | 3  | 0  | 0  | 3  | 8  | 16 | -8  |

#### Resultados
| Jornada 1; Jueves, 18 de enero de 2007 16:15 UTC+1 | Albania                                                                   | 3-6     | Turquía | Energia Areena, Vantaa (Finlandia) | |
|                                                    | Gentian Begaj 16'00', 19'00' · Artan Qopekaj 21'00' · Ideal Lekiqi 29'00' | Reporte | 12'00' Yener Kilic · 23'00' Murat Düzgün · 31'00', 36'00', 39'00' Cihan Özkan · 34'00' Aziz Saglam · 13'00' Murat Düzgün · 20'00' Abdullan Icel | Árbitro(s): Primer árbitro: Sergey Drebuzhan (UKR) Segundo árbitro: Kiazo Leladze (LVA) Tercer árbitro: Vladimir Sarovik (MKD) Mesa: Antonin Herzog (CZE) Delegado UEFA: Marinus den Engelsman (NED) | Árbitro(s): Primer árbitro: Sergey Drebuzhan (UKR) Segundo árbitro: Kiazo Leladze (LVA) Tercer árbitro: Vladimir Sarovik (MKD) Mesa: Antonin Herzog (CZE) Delegado UEFA: Marinus den Engelsman (NED) |

| Jornada 1; Jueves, 18 de enero de 2007 18:30 UTC+1 | Finlandia | 5-3     | Armenia | Energia Areena, Vantaa (Finlandia) | |
|                                                    | Juha-Pekka Torvinen 03'00' · Teemu Terho 07'00' · Panu Autio (p.) 09'00' · Sebastien Björkstrand 32'00' · Joonas Laurikainen 38'00' | Reporte | 16'00', 40'00' Armen Gyulambaryan · 26'00' Saro Mardanyan · 09'00' Grigor Kapukranyan · 15'00' Armen Gyulambaryan · 40'00' Artak Poghosyan | Árbitro(s): Primer árbitro: François Paenen (BEL) Segundo árbitro: Vladimir Sarovik (MKD) Tercer árbitro: Kiazo Leladze (LVA) Mesa: Antonin Herzog (CZE) Delegado UEFA: Marinus den Engelsman (NED) | Árbitro(s): Primer árbitro: François Paenen (BEL) Segundo árbitro: Vladimir Sarovik (MKD) Tercer árbitro: Kiazo Leladze (LVA) Mesa: Antonin Herzog (CZE) Delegado UEFA: Marinus den Engelsman (NED) |

| Jornada 2; Viernes, 19 de enero de 2007 16:15 UTC+1 | Armenia | 5-3     | Albania                                                                                           | Energia Areena, Vantaa (Finlandia)                                                                                                 | |
|                                                     | Armen Gyulambaryan 01'00' · Arman Sahakyan 03'00' · Gentian Begaj (p.p.) 38'00' · Zohrab Niazyan 25'00' · Grigor Kapukranyan 33'00' · Arman Sahakyan 31'00' · Ruben Yerznkyan 37'00' | Reporte | 10'00' Gentian Begaj · 26'00', 35'00' Artan Qopekaj · 24'00' Enrit Samarxhiu · 40'00' Mario Kalus | Árbitro(s): Primer árbitro: Segundo árbitro: Tercer árbitro: Mesa: Antonin Herzog (CZE) Delegado UEFA: Marinus den Engelsman (NED) | Árbitro(s): Primer árbitro: Segundo árbitro: Tercer árbitro: Mesa: Antonin Herzog (CZE) Delegado UEFA: Marinus den Engelsman (NED) |

| Jornada 2; Viernes, 19 de enero de 2007 18:30 UTC+1 | Finlandia | 5-5     | Turquía | Energia Areena, Vantaa (Finlandia) | |
|                                                     | Ville Sihvonen 02'00' · Joonas Laurikainen 17'00' · Risto Salmi 30'00' · Panu Autio 34'00', 37'00' · Jan Modig 36'00' | Reporte | 05'00' (p.p.) Jan Modig · 06'00', 10'00', 32'00' Cihan Özkan · 18'00' (p.) Murat Düzgün · 37'00' Murat Düzgün | Árbitro(s): Primer árbitro: Sergey Drebuzhan (UKR) Segundo árbitro: François Paenen (BEL) Tercer árbitro: Vladimir Sarovik (MKD) Mesa: Antonin Herzog (CZE) Delegado UEFA: Marinus den Engelsman (NED) | Árbitro(s): Primer árbitro: Sergey Drebuzhan (UKR) Segundo árbitro: François Paenen (BEL) Tercer árbitro: Vladimir Sarovik (MKD) Mesa: Antonin Herzog (CZE) Delegado UEFA: Marinus den Engelsman (NED) |

| Jornada 3; Domingo, 21 de enero de 2007 12:15 UTC+1 | Turquía | 5-2     | Armenia | Energia Areena, Vantaa (Finlandia) | |
|                                                     | Kemal Eryigit 07'00' · Cihan Özkan (p.) 15'00', 34'00', 38'00' · Aziz Saglam 34'00' · Cihan Özkan 28'00' · Aziz Saglam 38'00' | Reporte | 29'00' Armen Gyulambaryan · 20'00' Zohrab Niazyan · 07'00' , 34'00' Armen Gyulambaryan · 37'00' Artak Poghosyan | Árbitro(s): Primer árbitro: François Paenen (BEL) Segundo árbitro: Kiazo Leladze (LVA) Tercer árbitro: Sergey Drebuzhan (UKR) Mesa: Antonin Herzog (CZE) Delegado UEFA: Marinus den Engelsman (NED) | Árbitro(s): Primer árbitro: François Paenen (BEL) Segundo árbitro: Kiazo Leladze (LVA) Tercer árbitro: Sergey Drebuzhan (UKR) Mesa: Antonin Herzog (CZE) Delegado UEFA: Marinus den Engelsman (NED) |

| Jornada 3; Domingo, 21 de enero de 2007 14:30 UTC+1 | Albania                                                                                             | 2-5     | Finlandia | Energia Areena, Vantaa (Finlandia)                                                                                                 | |
|                                                     | Artan Qopekaj 19'00' · Gentian Begaj 40'00' · Gerdi Spahiu 32'00' , 37'00' · Enrit Samarxhiu 35'00' | Reporte | 13'00', 35'00' (p.) Sebastien Björkstrand · 14'00' Joonas Laurikainen · 17'00' Panu Autio · 39'00' Risto Salmi · 35'00' Ville Sihvonen | Árbitro(s): Primer árbitro: Segundo árbitro: Tercer árbitro: Mesa: Antonin Herzog (CZE) Delegado UEFA: Marinus den Engelsman (NED) | Árbitro(s): Primer árbitro: Segundo árbitro: Tercer árbitro: Mesa: Antonin Herzog (CZE) Delegado UEFA: Marinus den Engelsman (NED) |

### Grupo B
| Equipo     | Pts | PJ | PG | PE | PP | GF | GC | Dif |
| ---------- | --- | -- | -- | -- | -- | -- | -- | --- |
| Rumanía    | 9   | 3  | 3  | 0  | 0  | 24 | 6  | 18  |
| Letonia    | 6   | 3  | 2  | 0  | 1  | 8  | 8  | 0   |
| Bulgaria   | 3   | 3  | 1  | 0  | 2  | 12 | 14 | -2  |
| Inglaterra | 0   | 3  | 0  | 0  | 3  | 7  | 23 | -16 |

#### Resultados
| Jornada 1; Jueves, 18 de enero de 2007 16:30 UTC+1 | Letonia                                                                                                 | 2-0     | Bulgaria                                                               | Sports Hall, Deva (Rumanía) | |
|                                                    | Mihails Lisjakovs 02'00' · Antons Bakanins 39'00' · Mihails Lisjakovs 14'00' · Sergejs Vasiljevs 32'00' | Reporte | 16'00' Boris Trendafilov · 31'00' Boyko Kosev · 35'00' Tsvetan Hristov | Árbitro(s): Primer árbitro: Epaminondas Stamoulis (GRE) Segundo árbitro: Ivan Shabanov (RUS) Tercer árbitro: Anar Nyyazov (AZE) Mesa: Antonis Petrou (CYP) Delegado UEFA: Alexis Ponnet (BEL) | Árbitro(s): Primer árbitro: Epaminondas Stamoulis (GRE) Segundo árbitro: Ivan Shabanov (RUS) Tercer árbitro: Anar Nyyazov (AZE) Mesa: Antonis Petrou (CYP) Delegado UEFA: Alexis Ponnet (BEL) |

| Jornada 1; Jueves, 18 de enero de 2007 19:00 UTC+1 | Rumanía | 9-2     | Inglaterra                             | Sports Hall, Deva (Rumanía) | |
|                                                    | Gabriel Molomfalean 05'00', 12'00', 34'00' · Loband Szöcs 07'00' · Robert Lupu 17'00', 32'00' · Cosmin Gherman 19'00', 31'00' · Sorin Chivu 36'00' · Gabriel Dobre 29'00' | Reporte | 07'00' Alex Haddow · 21'00' Daren Budd | Árbitro(s): Primer árbitro: Antonius van Eekelen (NED) Segundo árbitro: Anar Nyyazov (AZE) Tercer árbitro: Ivan Shabanov (RUS) Mesa: Antonis Petrou (CYP) Delegado UEFA: Alexis Ponnet (BEL) | Árbitro(s): Primer árbitro: Antonius van Eekelen (NED) Segundo árbitro: Anar Nyyazov (AZE) Tercer árbitro: Ivan Shabanov (RUS) Mesa: Antonis Petrou (CYP) Delegado UEFA: Alexis Ponnet (BEL) |

| Jornada 2; Viernes, 19 de enero de 2007 16:30 UTC+1 | Inglaterra                                                                                           | 1-5     | Letonia | Sports Hall, Deva (Rumanía) | |
|                                                     | Alex Sykes 39'00' · Alex Haddow 11'00' · Alex Sykes 29'01' · James Elford 29'02' · Ben Watson 34'00' | Reporte | 24'00' Dmitrijs Zabarovskis · 21'00' Antons Bakanins · 26'00' Aleksandrs Glazovs · 27'00' Igors Lapkovskis · 28'00' Andrejs Aleksejevs · 18'00' Dmitrijs Zabarovskis | Árbitro(s): Primer árbitro: Ivan Shabanov (RUS) Segundo árbitro: Antonius van Eekelen (NED) Tercer árbitro: Epaminondas Stamoulis (GRE) Mesa: Antonis Petrou (CYP) Delegado UEFA: Alexis Ponnet (BEL) | Árbitro(s): Primer árbitro: Ivan Shabanov (RUS) Segundo árbitro: Antonius van Eekelen (NED) Tercer árbitro: Epaminondas Stamoulis (GRE) Mesa: Antonis Petrou (CYP) Delegado UEFA: Alexis Ponnet (BEL) |

| Jornada 2; Viernes, 19 de enero de 2007 19:00 UTC+1 | Rumanía | 8-3     | Bulgaria | Sports Hall, Deva (Rumanía) | |
|                                                     | Gabriel Molomfalean 05'00', 34'00' · Cosmin Gherman 18'00' · Dumitru Mimi Stoica 16'00' · Robert Florin Matei 20'00', (p.) 31'00' · Lászlo Szöcs 27'01', 37'00' · Gabriel Molomfalean 24'02' · Cosmin Gherman 14'00' · Csoma Alpar 19'00' | Reporte | 09'00', 27'02' Boris Trendafilov · 13'00' Tsvetan Hristov · 05'00' Boris Trendafilov · 06'00' Daniel Kalchev · 18'00' Viktor Viktorov · 24'01' Boyko Kosev · 31'00' Kalin Ganchev | Árbitro(s): Primer árbitro: Anar Nyyazov (AZE) Segundo árbitro: Epaminondas Stamoulis (GRE) Tercer árbitro: Antonius van Eekelen (NED) Mesa: Antonis Petrou (CYP) Delegado UEFA: Alexis Ponnet (BEL) | Árbitro(s): Primer árbitro: Anar Nyyazov (AZE) Segundo árbitro: Epaminondas Stamoulis (GRE) Tercer árbitro: Antonius van Eekelen (NED) Mesa: Antonis Petrou (CYP) Delegado UEFA: Alexis Ponnet (BEL) |

| Jornada 3; Domingo, 21 de enero de 2007 10:00 UTC+1 | Bulgaria | 9-4     | Inglaterra | Sports Hall, Deva (Rumanía) | |
|                                                     | Vladimir Petrov 01'00', 04'00', 22'00', 30'00', 37'00' · Kalin Ganchev 11'00', 39'00' · Daniel Kalchev 18'00' · Tsvetan Hristov 19'00' · Vladimir Petrov 11'00' · Daniel Kalchev 11'00' · Venelin Mladenov 28'00' | Reporte | 06'00', 28'00' James Elford · 19'00' Ben Watson · 29'00' James Husband · 18'00' James Elford · 10'00' Ben Watson · 17'00' Michael Skubala · 39'00' Alex Haddow | Árbitro(s): Primer árbitro: Epaminondas Stamoulis (GRE) Segundo árbitro: Ivan Shabanov (RUS) Tercer árbitro: Anar Nyyazov (AZE) Mesa: Antonis Petrou (CYP) Delegado UEFA: Alexis Ponnet (BEL) | Árbitro(s): Primer árbitro: Epaminondas Stamoulis (GRE) Segundo árbitro: Ivan Shabanov (RUS) Tercer árbitro: Anar Nyyazov (AZE) Mesa: Antonis Petrou (CYP) Delegado UEFA: Alexis Ponnet (BEL) |

| Jornada 3; Domingo, 21 de enero de 2007 12:30 UTC+1 | Letonia                                                                                                   | 1-7     | Rumanía | Sports Hall, Deva (Rumanía) | |
|                                                     | Sergejs Vasiljevs 35'00' · Aleksandrs Glazovs 20'00' · Andrejs Aleksejevs 33'00' · Antons Bakanins 37'00' | Reporte | 11'00' Robert Florin Matei · 16'00', 38'00', 39'00' Cosmin Gherman · 29'00' (p.p.) Aleksandrs Glazovs · 26'00' Csoma Alpar · 32'00' Gabriel Molomfalean · 37'00' Gabriel Molomfalean | Árbitro(s): Primer árbitro: Antonius van Eekelen (NED) Segundo árbitro: Ivan Shabanov (RUS) Tercer árbitro: Anar Nyyazov (AZE) Mesa: Antonis Petrou (CYP) Delegado UEFA: Alexis Ponnet (BEL) | Árbitro(s): Primer árbitro: Antonius van Eekelen (NED) Segundo árbitro: Ivan Shabanov (RUS) Tercer árbitro: Anar Nyyazov (AZE) Mesa: Antonis Petrou (CYP) Delegado UEFA: Alexis Ponnet (BEL) |

### Grupo C
| Equipo     | Pts | PJ | PG | PE | PP | GF | GC | Dif |
| ---------- | --- | -- | -- | -- | -- | -- | -- | --- |
| Kazajistán | 9   | 3  | 3  | 0  | 0  | 23 | 4  | 19  |
| Chipre     | 6   | 3  | 2  | 0  | 1  | 14 | 8  | 6   |
| Georgia    | 3   | 3  | 1  | 0  | 2  | 7  | 10 | -3  |
| Malta      | 0   | 3  | 0  | 0  | 3  | 3  | 25 | -22 |

#### Resultados
| Jornada 1; Jueves, 18 de enero de 2007 16:30 UTC+1 | Georgia                                               | 1-4     | Kazajistán                                                                                             | Hibernians Pavillon, Paola (Malta)                                                                                                  | |
|                                                    | Aleksandr Dzabiradze 05'00' · Revaz Devdariani 14'00' | Reporte | 17'00' Taras Shpichka · 26'00', 37'00' Stanislav Kosin · 29'00' Yuriy Butrin · 33'00' Denis Samohvalov | Árbitro(s): Primer árbitro: Segundo árbitro: Tercer árbitro: Mesa: Stefan Tivold (SVN) Delegado UEFA: Pedro Ángel Galán Nieto (ESP) | Árbitro(s): Primer árbitro: Segundo árbitro: Tercer árbitro: Mesa: Stefan Tivold (SVN) Delegado UEFA: Pedro Ángel Galán Nieto (ESP) |

| Jornada 1; Jueves, 18 de enero de 2007 18:30 UTC+1 | Malta               | 1-7     | Chipre | Hibernians Pavillon, Paola (Malta) | |
|                                                    | John Cutajar 34'00' | Reporte | 01'00' Igor Dassaev · 09'00', 22'00' Costas Poliviou · 12'00', 22'00' Manolis Manoli · 26'00', 27'00' Constantinos Christodoulou | Árbitro(s): Primer árbitro: Danijel Janosevic (CRO) Segundo árbitro: Rajko Katanic (SRB) Tercer árbitro: Bogdan Sorescu (ROU) Mesa: Pedro Ángel Galán Nieto (ESP) Delegado UEFA: Stefan Tivold (SVN) | Árbitro(s): Primer árbitro: Danijel Janosevic (CRO) Segundo árbitro: Rajko Katanic (SRB) Tercer árbitro: Bogdan Sorescu (ROU) Mesa: Pedro Ángel Galán Nieto (ESP) Delegado UEFA: Stefan Tivold (SVN) |

| Jornada 2; Viernes, 19 de enero de 2007 16:32 UTC+1 | Chipre                                                                                                | 4-1     | Georgia | Hibernians Pavillon, Paola (Malta)                                                                                                  | |
|                                                     | Manolis Manoli 16'00', 30'00' · Costas Poliviou 36'00' · Igor Dassaev 35'00' · Costas Poliviou 18'00' | Reporte | 18'00' Aleksandr Sarkisian · 13'00' George Altunashvili · 26'00' Lasha Tsnobiladze · 27'00' Giorgi Surmava · 35'00' Alexander Jamburia | Árbitro(s): Primer árbitro: Segundo árbitro: Tercer árbitro: Mesa: Stefan Tivold (SVN) Delegado UEFA: Pedro Ángel Galán Nieto (ESP) | Árbitro(s): Primer árbitro: Segundo árbitro: Tercer árbitro: Mesa: Stefan Tivold (SVN) Delegado UEFA: Pedro Ángel Galán Nieto (ESP) |

| Jornada 2; Viernes, 19 de enero de 2007 18:43 UTC+1 | Malta | 0-13    | Kazajistán | Hibernians Pavillon, Paola (Malta)                                                                                                  | |
|                                                     |       | Reporte | 06'00', 12'00', 17'00' Aleksandr Bondarev · 11'00', 18'00', 33'00' Dulat Abdrakhmanov · 15'00' Andrei Reshetnikov · 24'00' Yuriy Butrin · 29'00', 29'00', 37'00' Stanislav Kosin · 31'00' Taras Shpichka · 32'00' Alibek Karimov | Árbitro(s): Primer árbitro: Segundo árbitro: Tercer árbitro: Mesa: Pedro Ángel Galán Nieto (ESP) Delegado UEFA: Stefan Tivold (SVN) | Árbitro(s): Primer árbitro: Segundo árbitro: Tercer árbitro: Mesa: Pedro Ángel Galán Nieto (ESP) Delegado UEFA: Stefan Tivold (SVN) |

| Jornada 3; Domingo, 21 de enero de 2007 14:00 UTC+1 | Kazajistán | 6-3     | Chipre | Hibernians Pavillon, Paola (Malta) | |
|                                                     | Stanislav Kosin 06'00' · Denis Samohvalov 08'00', 12'00' · Aleksandr Terentyev 12'00' · Yuriy Butrin 39'00', 39'00' · Denis Samohvalov 30'00' | Reporte | 03'00' Costas Poliviou · 38'00', 39'00' Iakovos Papadopoulos · 15'00' Costas Poliviou · 29'00' Manolis Manoli | Árbitro(s): Primer árbitro: Danijel Janosevic (CRO) Segundo árbitro: Radek Lobo (CZE) Tercer árbitro: Bogdan Sorescu (ROU) Mesa: Stefan Tivold (SVN) Delegado UEFA: Pedro Ángel Galán Nieto (ESP) | Árbitro(s): Primer árbitro: Danijel Janosevic (CRO) Segundo árbitro: Radek Lobo (CZE) Tercer árbitro: Bogdan Sorescu (ROU) Mesa: Stefan Tivold (SVN) Delegado UEFA: Pedro Ángel Galán Nieto (ESP) |

| Jornada 3; Domingo, 21 de enero de 2007 16:00 UTC+1 | Georgia | 5-2     | Malta                                                                    | Hibernians Pavillon, Paola (Malta) | |
|                                                     | George Totlaze 08'00', 12'00' · Vakhtang Tsereteli 17'00' · Avtandil Asatiani 18'00' · Archil Bokenia 22'00' · Archil Bokenia 39'00' | Reporte | 31'00' Mark Ellul Sullivan · 39'00' Jeanbert Gatt · 40'00' Jeanbert Gatt | Árbitro(s): Primer árbitro: Rajko Katanic (SRB) Segundo árbitro: Bogdan Sorescu (ROU) Tercer árbitro: Danijel Janosevic (CRO) Mesa: Pedro Ángel Galán Nieto (ESP) Delegado UEFA: Stefan Tivold (SVN) | Árbitro(s): Primer árbitro: Rajko Katanic (SRB) Segundo árbitro: Bogdan Sorescu (ROU) Tercer árbitro: Danijel Janosevic (CRO) Mesa: Pedro Ángel Galán Nieto (ESP) Delegado UEFA: Stefan Tivold (SVN) |

## Estadísticas

### Resumen
| Pos | Equipo     | Pts | PJ | PG | PE | PP | GF | GC | Dif | Rend    | Expulsado | Amonestado |
| --- | ---------- | --- | -- | -- | -- | -- | -- | -- | --- | ------- | --------- | ---------- |
| 1   | Kazajistán | 9   | 3  | 3  | 0  | 0  | 23 | 4  | 19  | 100,00% |           | 2          |
| 2   | Rumanía    | 9   | 3  | 3  | 0  | 0  | 24 | 6  | 18  | 100,00% |           | 5          |
| 3   | Turquía    | 7   | 3  | 2  | 1  | 0  | 16 | 10 | 6   | 77,78%  | 1         | 4          |
| 4   | Finlandia  | 7   | 3  | 2  | 1  | 0  | 15 | 10 | 5   | 77,78%  |           | 2          |
| 5   | Chipre     | 6   | 3  | 2  | 0  | 1  | 14 | 8  | 6   | 66,67%  |           | 3          |
| 6   | Letonia    | 6   | 3  | 2  | 0  | 1  | 8  | 8  | 0   | 66,67%  |           | 6          |
| 7   | Bulgaria   | 3   | 3  | 1  | 0  | 2  | 12 | 14 | -2  | 33,33%  |           | 11         |
| 8   | Georgia    | 3   | 3  | 1  | 0  | 2  | 7  | 10 | -3  | 33,33%  | 1         | 5          |
| 9   | Armenia    | 3   | 3  | 1  | 0  | 2  | 10 | 13 | -3  | 33,33%  | 2         | 6          |
| 10  | Albania    | 0   | 3  | 0  | 0  | 3  | 8  | 16 | -8  | 0,00%   | 1         | 5          |
| 11  | Inglaterra | 0   | 3  | 0  | 0  | 3  | 7  | 23 | -16 | 0,00%   | 1         | 7          |
| 12  | Malta      | 0   | 3  | 0  | 0  | 3  | 3  | 25 | -22 | 0,00%   |           | 1          |

### Goleadores
| Jugador                    | Selección  | Total | Jugada | Penalti | Propia Puerta |
| -------------------------- | ---------- | ----- | ------ | ------- | ------------- |
| Cihan Özkan                | Turquía    | 9     | 8      | 1       |               |
| Stanislav Kosin            | Kazajistán | 6     | 6      |         |               |
| Gabriel Molomfalean        | Rumanía    | 6     | 6      |         |               |
| Cosmin Gherman             | Rumanía    | 6     | 6      |         |               |
| Vladimir Petrov            | Bulgaria   | 5     | 5      |         |               |
| Gentian Begaj              | Albania    | 4     | 4      |         | 1             |
| Artan Qopekaj              | Albania    | 4     | 4      |         |               |
| Armen Gyulambaryan         | Armenia    | 4     | 4      |         |               |
| Costas Poliviou            | Chipre     | 4     | 4      |         |               |
| Manolis Manoli             | Chipre     | 4     | 4      |         |               |
| Panu Autio                 | Finlandia  | 4     | 3      | 1       |               |
| Yuriy Butrin               | Kazajistán | 4     | 4      |         |               |
| Sebastien Björkstrand      | Finlandia  | 3     | 2      | 1       |               |
| Joonas Laurikainen         | Finlandia  | 3     | 3      |         |               |
| Aleksandr Bondarev         | Kazajistán | 3     | 3      |         |               |
| Dulat Abdrakhmanov         | Kazajistán | 3     | 3      |         |               |
| Robert Florin Matei        | Rumanía    | 3     | 2      | 1       |               |
| Zohrab Niazyan             | Armenia    | 2     | 2      |         |               |
| Boris Trendafilov          | Bulgaria   | 2     | 2      |         |               |
| Tsvetan Hristov            | Bulgaria   | 2     | 2      |         |               |
| Kalin Ganchev              | Bulgaria   | 2     | 2      |         |               |
| Igor Dassaev               | Chipre     | 2     | 2      |         |               |
| Constantinos Christodoulou | Chipre     | 2     | 2      |         |               |
| Iakovos Papadopoulos       | Chipre     | 2     | 2      |         |               |
| Risto Salmi                | Finlandia  | 2     | 2      |         |               |
| George Totlaze             | Georgia    | 2     | 2      |         |               |
| James Elford               | Inglaterra | 2     | 2      |         |               |
| Taras Shpichka             | Kazajistán | 2     | 2      |         |               |
| Denis Samohvalov           | Kazajistán | 2     | 2      |         |               |
| Antons Bakanins            | Letonia    | 2     | 2      |         |               |
| Robert Lupu                | Rumanía    | 2     | 2      |         |               |
| Lászlo Szöcs               | Rumanía    | 2     | 2      |         |               |
| Murat Düzgün               | Turquía    | 2     | 1      | 1       |               |
| Aziz Saglam                | Turquía    | 2     | 2      |         |               |
| Grigor Kapukranyan         | Armenia    | 1     | 1      |         |               |
| Saro Mardanyan             | Armenia    | 1     | 1      |         |               |
| Arman Sahakyan             | Armenia    | 1     | 1      |         |               |
| Daniel Kalchev             | Bulgaria   | 1     | 1      |         |               |
| Juha-Pekka Torvinen        | Finlandia  | 1     | 1      |         |               |
| Teemu Terho                | Finlandia  | 1     | 1      |         |               |
| Ville Sihvonen             | Finlandia  | 1     | 1      |         |               |
| Aleksandr Dzabiradze       | Georgia    | 1     | 1      |         |               |
| Aleksandr Sarkisian        | Georgia    | 1     | 1      |         |               |
| Vakhtang Tsereteli         | Georgia    | 1     | 1      |         |               |
| Avtandil Asatiani          | Georgia    | 1     | 1      |         |               |
| Archil Bokenia             | Georgia    | 1     | 1      |         |               |
| Alex Haddow                | Inglaterra | 1     | 1      |         |               |
| Daren Budd                 | Inglaterra | 1     | 1      |         |               |
| Alex Sykes                 | Inglaterra | 1     | 1      |         |               |
| Ben Watson                 | Inglaterra | 1     | 1      |         |               |
| James Husband              | Inglaterra | 1     | 1      |         |               |
| Andrei Reshetnikov         | Kazajistán | 1     | 1      |         |               |
| Alibek Karimov             | Kazajistán | 1     | 1      |         |               |
| Aleksandr Terentyev        | Kazajistán | 1     | 1      |         |               |
| Mihails Lisjakovs          | Letonia    | 1     | 1      |         |               |
| Sergejs Vasiljevs          | Letonia    | 1     | 1      |         |               |
| Dmitrijs Zabarovskis       | Letonia    | 1     | 1      |         |               |
| Aleksandrs Glazovs         | Letonia    | 1     | 1      |         | 1             |
| Igors Lapkovskis           | Letonia    | 1     | 1      |         |               |
| Andrejs Aleksejevs         | Letonia    | 1     | 1      |         |               |
| John Cutajar               | Malta      | 1     | 1      |         |               |
| Mark Ellul Sullivan        | Malta      | 1     | 1      |         |               |
| Jeanbert Gatt              | Malta      | 1     | 1      |         |               |
| Loband Szöcs               | Rumanía    | 1     | 1      |         |               |
| Sorin Chivu                | Rumanía    | 1     | 1      |         |               |
| Dumitru Mimi Stoica        | Rumanía    | 1     | 1      |         |               |
| Csoma Alpar                | Rumanía    | 1     | 1      |         |               |
| Yener Kilic                | Turquía    | 1     | 1      |         |               |
| Kemal Eryigit              | Turquía    | 1     | 1      |         |               |
| Jan Modig                  | Finlandia  |       |        |         | 1             |

### Tarjetas
| Jugador              | Selección  | Total | Expulsado | Amonestado |
| -------------------- | ---------- | ----- | --------- | ---------- |
| Armen Gyulambaryan   | Armenia    | 3     | 1         | 2          |
| Gerdi Spahiu         | Albania    | 2     | 1         | 1          |
| Artak Poghosyan      | Armenia    | 2     | 1         | 1          |
| Enrit Samarxhiu      | Albania    | 2     |           | 2          |
| Boris Trendafilov    | Bulgaria   | 2     |           | 2          |
| Boyko Kosev          | Bulgaria   | 2     |           | 2          |
| Daniel Kalchev       | Bulgaria   | 2     |           | 2          |
| Costas Poliviou      | Chipre     | 2     |           | 2          |
| Alex Haddow          | Inglaterra | 2     |           | 2          |
| James Elford         | Inglaterra | 2     |           | 2          |
| Ben Watson           | Inglaterra | 2     |           | 2          |
| Denis Samohvalov     | Kazajistán | 2     |           | 2          |
| Gabriel Molomfalean  | Rumanía    | 2     |           | 2          |
| Murat Düzgün         | Turquía    | 2     |           | 2          |
| Alexander Jamburia   | Georgia    | 1     | 1         |            |
| Michael Skubala      | Inglaterra | 1     | 1         |            |
| Abdullan Icel        | Turquía    | 1     | 1         |            |
| Ideal Lekiqi         | Albania    | 1     |           | 1          |
| Mario Kalus          | Albania    | 1     |           | 1          |
| Grigor Kapukranyan   | Armenia    | 1     |           | 1          |
| Arman Sahakyan       | Armenia    | 1     |           | 1          |
| Ruben Yerznkyan      | Armenia    | 1     |           | 1          |
| Tsvetan Hristov      | Bulgaria   | 1     |           | 1          |
| Viktor Viktorov      | Bulgaria   | 1     |           | 1          |
| Kalin Ganchev        | Bulgaria   | 1     |           | 1          |
| Vladimir Petrov      | Bulgaria   | 1     |           | 1          |
| Venelin Mladenov     | Bulgaria   | 1     |           | 1          |
| Manolis Manoli       | Chipre     | 1     |           | 1          |
| Ville Sihvonen       | Finlandia  | 1     |           | 1          |
| Jan Modig            | Finlandia  | 1     |           | 1          |
| Revaz Devdariani     | Georgia    | 1     |           | 1          |
| George Altunashvili  | Georgia    | 1     |           | 1          |
| Lasha Tsnobiladze    | Georgia    | 1     |           | 1          |
| Giorgi Surmava       | Georgia    | 1     |           | 1          |
| Archil Bokenia       | Georgia    | 1     |           | 1          |
| Alex Sykes           | Inglaterra | 1     |           | 1          |
| Mihails Lisjakovs    | Letonia    | 1     |           | 1          |
| Sergejs Vasiljevs    | Letonia    | 1     |           | 1          |
| Antons Bakanins      | Letonia    | 1     |           | 1          |
| Dmitrijs Zabarovskis | Letonia    | 1     |           | 1          |
| Aleksandrs Glazovs   | Letonia    | 1     |           | 1          |
| Andrejs Aleksejevs   | Letonia    | 1     |           | 1          |
| Jeanbert Gatt        | Malta      | 1     |           | 1          |
| Cosmin Gherman       | Rumanía    | 1     |           | 1          |
| Gabriel Dobre        | Rumanía    | 1     |           | 1          |
| Csoma Alpar          | Rumanía    | 1     |           | 1          |
| Cihan Özkan          | Turquía    | 1     |           | 1          |
| Aziz Saglam          | Turquía    | 1     |           | 1          |